# Selenops comorensis
Selenops comorensis är en spindelart som beskrevs av Schmidt och Krause 1994. Selenops comorensis ingår i släktet Selenops och familjen Selenopidae. Inga underarter finns listade i Catalogue of Life.